# Maria Howell
Wanda Maria Howell (Gastonia (North Carolina)) is een Amerikaanse actrice en zangeres.

## Biografie
Howell werd geboren in Gastonia (North Carolina) als oudste van zes kinderen. Zij studeerde af in Biologie en scheikunde aan de college, hierna studeerde zij af aan de Winston-Salem State University in Winston-Salem. Howell heeft voor zes jaar in Japan gewoond, daar leerde zij het zingen in het Japans.
Howell begon in 1985 met acteren in de film The Color Purple, waarna zij nog meerdere rollen speelde in films en televisieseries.

## Filmografie

### Films
- 2022: To Her, with Love - als Maya
- 2022: Gigi & Nate - als voorzitter Filling
- 2022: Sons 2 the Grave - als Ruth Jennings
- 2019: A Christmas Love Story - als Carol
- 2019: Homeless Ashes - als Virginia
- 2017: American Made - als NSC vrouw
- 2016: Hidden Figures - als ms. Summer
- 2016: Allegiant - als raadslid
- 2014: Addicted - als Nina
- 2014: Christmas Wedding Baby - als Miranda
- 2014: The Good Lie - als INS agente
- 2014: Red Zone - als schoolhoofd Hudgins
- 2013: The Hunger Games: Catching Fire - als Seeder
- 2012: Little Red Wagon - als Angie
- 2012: What to Expect When You're Expecting - als dokter van Jules
- 2012: Firelight - als mrs. Easle
- 2011: Field of Vision - als lerares van Lucy
- 2009: The Blind Side - als CPS medewerkster
- 2009: Mississippi Damned - als Shelia Hobbs
- 2008: Living Proof - als Kate
- 2007: Daddy's Little Girls - als vrouw
- 1996: The Closest Thing to Heaven - als Viola Holiday
- 1993: Scattered Dreams - als Elsa
- 1993: Linda - als Shirley
- 1985: The Color Purple - als koorlid

### Televisieseries
Uitgezonderd eenmalige gastrollen.
- 2021-2022: Little Ellen - als Tallulah - 6 afl.
- 2021: Sacrifice - als Estelle Winchester - 7 afl.
- 2016-2018: Saints & Sinners - als Theresa Hawkins - 15 afl.
- 2017: The Haves and the Have Nots - als Doris - 2 afl.
- 2014-2015: Finding Carter - als Delilah Castro - 2 afl.
- 2012-2014: Revolution - als Grace Beaumont - 10 afl.
- 2013: Devious Maids - als Ida Hayes - 8 afl.
- 1993: The Young Indiana Jones Chronicles - als Goldie - 2 afl.

### Computerspellen
- 2020 Maneater - als vrouwelijke jager 5
- 2017 Final Fantasy XV: Comrades - als stem
- 2017 Minecraft: Story Mode - Season 2 - als Tripwire